# OperaNoire
OperaNoire är ett italienskt gothband från Milano, bildat 2002. De ligger på italienska skivbolaget Gothic Slam Records.

## Medlemmar
- Vokalist och gitarr: Wylliam
- Keyboard: Fabio
- Gitarr: Marco
- Elbas: Rouge
- Trummor: TBC

## Diskografi
- Bad Intent (2005)